# Ivan Samojlovitj

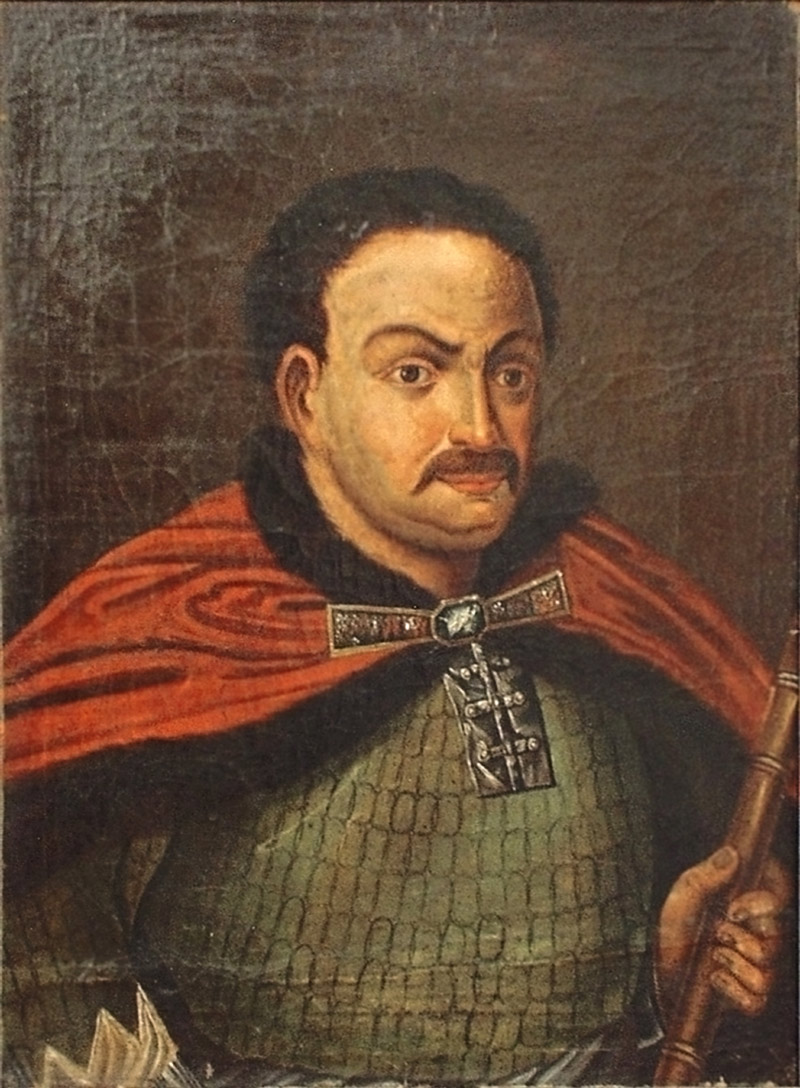
Zaporizjakosacker hetman på Dneprs västbank Ivan Samojlovitj.

Ivan Samojlovitj, (Ukrainska:Іван Самойлович: Ivan Samojlovytj), var en zaporizjakosacker hetman på Dneprs västbank mellan 1672 och 1687.